# Filario

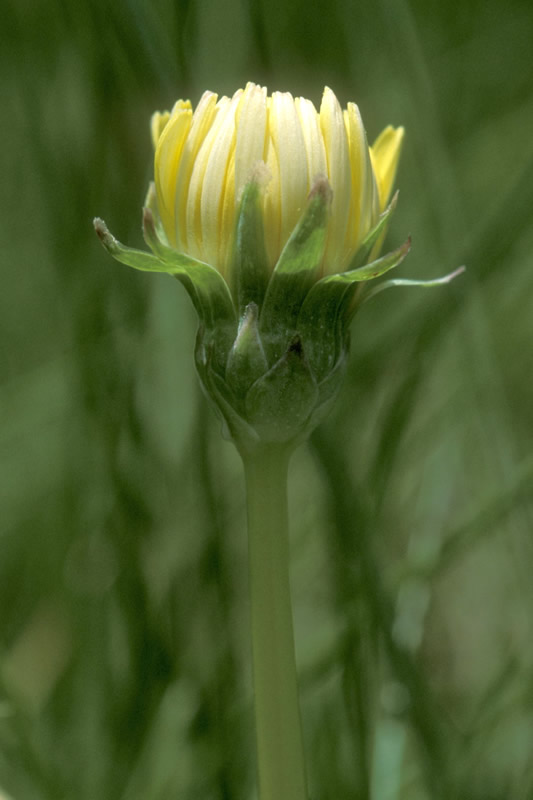
Ejemplo de filario en Taraxacum californicum.

Se denomina filario al conjunto de brácteas involucrales externas en algunos capítulos de las Asteraceae, llamado a veces, impropiamente calículo, como, por ejemplo, en muchas especies de Senecio y Taraxacum. Se aplica también -en femenino: "filaria"- a cada una de tales brácteas, sin distinción entre externas e internas.